# Sermide
Sermide era un municipi situat al territori de la província de Màntua, a la regió de la Llombardia, (Itàlia).
Sermide limitava amb els municipis de Bondeno, Calto, Carbonara di Po, Castelmassa, Castelnovo Bariano, Felonica, Magnacavallo, Mirandola i Poggio Rusco.
Pertanyien al municipi les frazioni de Caposotto, Malcantone, Moglia, Porcara i Santa Croce
El 2017 es fa fusionar amb el municipi de Felonica creant així el nou municipi de Sermide e Felonica.